# Allocasuarina humilis
Allocasuarina humilis là một loài thực vật có hoa trong họ Casuarinaceae. Loài này được (Otto & A.Dietr.) L.A.S.Johnson mô tả khoa học đầu tiên năm 1982.